# Радошанский, Николай Николаевич
Николай Николаевич Радошанский (1 (13) марта 1887 — 10 июня 1963) — русский советский артист оперетты, режиссёр, театральный деятель.

## Биография
В 1910 году окончил юридический факультет Императорского Санкт-Петербургского университета. Увлекался театром.
Учился пению у И. В. Тартакова, актёрскому искусству — у К. А. Марджанова.
В 1908 году дебютировал на сцене Петербургского театра «Зимний Буфф», дававшего первые в России оперетты.
Работал с режиссёром А. А. Брянским и Н. Ф. Монаховым, помогавшим Н. Радошанскому в работе над ролями. В 1911 году выступал в Театре миниатюр на Литейном проспекте, антрепризе С. Н. Новикова (1913) и «Палас-театре».
В 1912—1936 годах работал в Петербургском (Петроградском, Ленинградском) и Московском театрах оперетты, провинциальных городах.
В 1936—1948 годах — художественный руководитель и режиссёр театров оперетты в Омске, Томске, Куйбышеве и других.
Обладал приятным голосом (баритон), внушительной сценической внешностью. Амплуа — характерные роли, играл героев, простаков, комиков и др.
Жена — артистка оперетты Кира Георгиевна Огарева (1895—1966).

## Творчество

### Роли
- Эдвин и Ферри («Сильва» Имре Кальмана)
- Раджами («Баядера» Имре Кальмана)
- Граф Тассило («Марица» Имре Кальмана)
- Мистер Икс («Принцесса цирка» Имре Кальмана)
- Граф Данило Данилович («Весёлая вдова» Франца Легара)
- Граф Омонай («Цыганский барон» Иоганна Штрауса (сына), 1932)
- Джим Кеньон («Роз-Мари» Рудольфа Фримля и Герберта Стотхарта)
- Гаспароне (одноимённая оперетта Карла Миллёкера)
- Боккаччо (одноимённое произведение Франца фон Зуппе)
- Беранже («Сердце поэта» («Беранже») Николая Стрельникова)

### Книга
Автор книги «Записки актёра оперетты». Л.-М., 1964.